# Resolution 2640 des UN-Sicherheitsrates
Die Resolution 2640 des UN-Sicherheitsrates der Vereinten Nationen wurde am 29. Juni 2022 angenommen. In der Resolution stimmte der Sicherheitsrat für United Nations Multidimensional Integrated Stabilization Mission in Mali (MINUSMA) bis zum 30. Juni 2023.
Dreizehn Mitglieder des Rates stimmten dafür, während China und Russland sich der Stimme enthielten.